# Lupus de Friuli
Lupus (d. cca. 666) a fost duce longobard de Friuli, începându-și domnia undeva între 660 și 663 și până la moarte. 
Imediat după ce a succedat în Ducatul de Friuli, Lupus a invadat Grado cu un corp de cavalerie și a prădat orașul, după care s-a îndreptat către Aquileia, de unde a jefuit comorile patriarhatului. 
Atunci când regele Grimoald I al longobarzilor a pornit către sud, pentru a veni în sprijinul fiului său, Romuald I de Benevento și a longobarzilor din Benevento amenințați de împăratul bizantin Constans al II-lea, el l-a lăsat în locul său pe Lupus, pentru a administra Pavia. Însă Lupus, crezând că Grimoald nu va reveni din campania din sud, a guvernat în mod despotic și a preluat puterea efectivă. Atunci când Grimoald s-a întors la Pavia, Lupus a fugit la Cividale, sediul Ducatului de Friuli, pentru a rezista în fața răzbunării regelui. Regele longobard a făcut imediat apel la khaganul avarilor pentru a ataca Friuli. Lupta cu avarii a durat vreme de patru zile la Flovius,, unde, după multe confruntări, a căzut în luptă. 
Fiul său, Arnefrid a revendicat Friuli la moartea tatălui său, însă Grimoald s-a opus acestuia. Pe de altă parte, fiica lui Lupus, Theuderada (sau Theodorada) s-a căsătorit cu fiul lui Grimoald, Romuald de Benevento, ea activând ca regent în Ducatul de Benevento pentru fiul ei, Gisulf I. 